# Amleto Poveromo
Amleto Poveromo (Lecco, 15 dicembre 1893 – Parma, 20 giugno 1953) è stato un militare italiano, componente della banda fascista che rapì e uccise il segretario del PSU Giacomo Matteotti.

## Biografia
Di professione macellaio fu arruolato nella prima guerra mondiale. Terminato il conflitto aderì allo squadrismo lombardo e milanese. Fece parte della squadra che sequestrò e uccise il deputato socialista Giacomo Matteotti il 10 giugno 1924. Durante la detenzione al carcere di Regina Coeli riuscì ad intrattenere una corrispondenza segreta con il capo della banda, Amerigo Dumini, alla ricerca di sostegno economico e rivendicando di non aver mai fatto ammissioni incriminanti.
Processato a Chieti per il delitto, venne condannato a cinque anni, undici mesi e venti giorni di detenzione, successivamente in gran parte amnistiati.
In seguito si trasferì in Eritrea, dove aprì un'impresa di trasporti. Processato nuovamente per il delitto Matteotti nel 1947 venne condannato all'ergastolo.
Morì in carcere a Parma nel 1953 all'età di 59 anni. Venne sepolto al Cimitero Maggiore di Milano.